# Ogorzałe
Ogorzałe – osada leśna w Polsce położona w województwie wielkopolskim, w powiecie czarnkowsko-trzcianeckim, w gminie Trzcianka. Znajduje się tu "Leśnictwo Ogorzałe" podległe pod Nadleśnictwo Trzcianka.
W latach 1975–1998 miejscowość należała administracyjnie do województwa pilskiego.